# Valley (Nebraska)
Valley és una població dels Estats Units a l'estat de Nebraska. Segons el cens del 2000 tenia 1.788 habitants.

## Demografia
Segons el cens del 2000, Valley tenia 1.788 habitants, 696 habitatges, i 455 famílies. La densitat de població era de 454,2 habitants per km².
Dels 696 habitatges en un 35,5% hi vivien nens de menys de 18 anys, en un 50,4% hi vivien parelles casades, en un 10,1% dones solteres, i en un 34,6% no eren unitats familiars. En el 30,9% dels habitatges hi vivien persones soles el 13,9% de les quals corresponia a persones de 65 anys o més que vivien soles. El nombre mitjà de persones vivint en cada habitatge era de 2,49 i el nombre mitjà de persones que vivien en cada família era de 3,14.
Per edats la població es repartia de la següent manera: un 28,4% tenia menys de 18 anys, un 7,7% entre 18 i 24, un 28,4% entre 25 i 44, un 19,5% de 45 a 60 i un 16% 65 anys o més.
L'edat mediana era de 36 anys. Per cada 100 dones de 18 o més anys hi havia 92,3 homes.
La renda mediana per habitatge era de 36.949 $ i la renda mediana per família de 47.596 $. Els homes tenien una renda mediana de 35.847 $ mentre que les dones 24.792 $. La renda per capita de la població era de 17.508 $. Aproximadament el 7,7% de les famílies i l'11,3% de la població estaven per davall del llindar de pobresa.

## Poblacions més properes
El següent diagrama mostra les poblacions més properes.